# 마사마르타나
마사마르타나(이탈리아어: Massa Martana)는 이탈리아 움브리아주 페루자도에 위치한 코무네다. 아콰스파르타로부터 북쪽 10km, 산제미니로부터 북쪽 18km, 나르니로부터 북쪽 32km, 베바냐로부터 남쪽 27km 거리에 있다.